# It’s a Shame About Ray
Az 1992-es It's a Shame About Ray a The Lemonheads ötödik nagylemeze. Tom Morgan, a Smudge tagja, segített a dalszerzésben, míg Juliana Hatfield basszusgitározik és háttérvokálozik néhány dalon.
A Mrs. Robinson kislemez a 8. helyig jutott a Billboard Modern Rock Tracks listán, míg az It's a Shame About Ray az 5.-ig. Utóbbi később bekerült a Pitchfork Media a 90-es évek 200 legjobb dala közé.
Az album szerepel az 1001 lemez, amit hallanod kell, mielőtt meghalsz című könyvben.

## Az album dalai
|     | Cím                         | Szerző(k)                                | Hossz |
| --- | --------------------------- | ---------------------------------------- | ----- |
| 1.  | Rockin Stroll               | Evan Dando                               | 1:47  |
| 2.  | Confetti                    | Dando                                    | 2:44  |
| 3.  | It's a Shame About Ray      | Dando; szöveg: Dando, Tom Morgan         | 3:06  |
| 4.  | Rudderless                  | Dando                                    | 3:19  |
| 5.  | My Drug Buddy               | Dando                                    | 2:51  |
| 6.  | The Turnpike Down           | Dando                                    | 2:33  |
| 7.  | Bit Part                    | Dando; szöveg: Dando, Morgan             | 1:51  |
| 8.  | Alison's Starting to Happen | Dando                                    | 1:59  |
| 9.  | Hannah & Gabi               | Dando                                    | 2:40  |
| 10. | Kitchen                     | Nic Dalton                               | 2:55  |
| 11. | Ceiling Fan in My Spoon     | Dando                                    | 1:48  |
| 12. | Frank Mills                 | James Rado, Gerome Ragni, Galt MacDermot | 1:44  |
| 13. | Mrs. Robinson               | Paul Simon                               | 3:43  |

A Mrs. Robinson nem szerepelt az eredeti kiadáson

## Közreműködők
- Evan Dando – gitár, ének
- Juliana Hatfield – basszusgitár, háttérvokál
- David Ryan – dob

## Fordítás
Ez a szócikk részben vagy egészben az It's a Shame About Ray című angol Wikipédia-szócikk ezen változatának fordításán alapul.  Az eredeti cikk szerkesztőit annak laptörténete sorolja fel. Ez a jelzés csupán a megfogalmazás eredetét és a szerzői jogokat jelzi, nem szolgál a cikkben szereplő információk forrásmegjelöléseként.